# 上村愛香
上村 愛香（かみむら あいか、1980年〈昭和55年〉5月22日 - ）は、日本の女優。埼玉県出身。
宝井プロジェクト所属。演劇ユニット「good morning N˚5」にも参加している。特技はクラシックバレエ、華道。

## 出演

### テレビドラマ
- 私の知らない私 第6話（2025年2月13日、読売テレビ・日本テレビ）[7]
- 日曜劇場 海に眠るダイヤモンド 第6話（2024年12月1日、TBSテレビ系） - 展示会担当者 役[8]
- 放課後カルテ 第1話（2024年10月12日、日本テレビ） - 笹本香織 役[9]
- 肝臓を奪われた妻 第12話（日本テレビ）看護師役
- ハヤブサ消防団 第8話・最終話（テレビ朝日）記者役
- ノンレムの窓 2022・秋「未来から来た男」（2022年10月9日、日本テレビ）情報番組のキャスター役
- ドクターホワイト 第5話（2022年1月、関西テレビ・フジテレビ）レポーター役
- アンラッキーガール! 第1・3・6・8話（2021年10月、読売テレビ）ニュースの声、ケーキ屋のおばさんの声
- 刑事7人（テレビ朝日）
  - SEASON7 第9話（2021年9月15日）麻酔科医師役
  - SEASON9 第4話（2023年6月28日）記者役
- TWO WEEKS 第2話（2019年7月23日、フジテレビ） アナウンサー（声）役
- 開局60周年記念特別企画 松本清張 砂の器（2019年3月28日、フジテレビ）司会者役
- 相棒season17 第14話「そして妻が消えた」（2019年2月6日、テレビ朝日）高級スポーツジム会員役
- 絶対零度－未然犯罪潜入捜査－ 第5話（2018年、フジテレビ）文科省女性官僚役
- 金曜ドラマ アンナチュラル 第1話（2018年1月12日、TBS）[10]
- 愛してたって、秘密はある。 第6話（2017年、日本テレビ）看護師役
- 深層捜査 ドクター大嶋二郎の事件日誌（テレビ朝日）
  - 第1作（2017年3月11日）テレビアナウンサー役
  - 第3作（2019年9月8日）テレビアナウンサー役
- 共犯 元刑事 永井耕作の誘拐捜査（2016年、テレビ東京）広丘の妻役
- フラジャイル 第2話（2016年、フジテレビ）看護師役
- デザイナーベイビー 速水刑事、産休前の難事件 第7話・最終話（2015年、NHK）キャスター、レポーター役
- デスノート 第8話（2015年、日本テレビ）魅上時枝（魅上の母親）役
- 逆転弁護士 ヤブハラII 京都・十七年前の真実（2015年、テレビ東京）レポーター役
- 西村京太郎トラベルミステリー64 仙台青葉の殺意（2015年、テレビ朝日）葬儀場の受付役
- 闇の伴走者 Episode3（2015年、WOWOW）一峰由布子役
- 借王〜華麗なる借金返済作戦〜（2014年12月17日、テレビ東京）キャスター役
- 法医学教室の事件ファイル39（2014年、テレビ朝日）レポーター役
- 極悪がんぼ 第4話（2014年、フジテレビ）大安ローンの客役
- 隠蔽捜査 第1話（2014年、TBS）レポーター役
- 東京バンドワゴン-下町大家族物語- 第7話（2013年、日本テレビ）客役
- 警視庁・捜査一課長～ヒラから成り上がった最強の刑事！～（2013年、テレビ朝日）宝飾店の店員役
- 確証〜警視庁捜査3課～ 第5・6話（2013年、TBS）記者役
- でたらめヒーロー episode5（2013年、日本テレビ）子供の母親役
- ダブルス〜二人の刑事～ 第1話（2013年、テレビ朝日）看護師役
- 潜入探偵トカゲ 第1話（2013年、TBS）里親役
- 夜行観覧車 第8～10話（2013年、TBS）記者役
- 悪夢ちゃん 第十話（2012年、日本テレビ）保護者役
- イロドリヒムラ 第7話（2012年、TBS）やせ細った母の霊役
- 西方笑土 踊るカマドウマの夜 第11回（2012年、NHK大阪）安部あさみ役
- サマーレスキュー〜天空の診療所〜 （2012年、TBS）小山則子役
- 早海さんと呼ばれる日 スペシャル 前篇（2012年、フジテレビ）ガラスアートの受付役
- 37歳で医者になった僕〜研修医純情物語〜 第4話（2012年、フジテレビ）娘役
- レベル7（2012年、TBS）レポーター役
- 三毛猫ホームズの推理 第４話（2012年、日本テレビ）永江圭子の母役
- 第11回 文芸社ドラマスペシャル 恋味母娘（2012年、テレビ朝日）向井奈々、客役
- 謎解きはディナーのあとで 第8話（2011年、フジテレビ）リポーター役
- ランナウェイ〜愛する君のために Last episode（2011年、TBS）リポーター役
- 造花の蜜 最終話（2011年、WOWOW）イベント司会者役
- ラストマネー -愛の値段- 第7回（2011年、NHK）リポーター役
- CO 移植コーディネーター 第1話・第5話（2011年、WOWOW）レポーター役
- ヘブンズ・フラワー The Legend of ARCANA episode.6～8（2011年、TBS）レポーター、キャスター役
- 流れ星 第7話（2010年、フジテレビ）看護師役
- ジョーカー 許されざる捜査官 第2話（2010年、フジテレビ）リポーター役
- 天装戦隊ゴセイジャー epic.17（2010年、テレビ朝日）アナウンサー役
- 怪物くん 第5話（2010年、日本テレビ）スーパーマーケット買い物客役
- 世にも奇妙な物語 20周年スペシャル・春 〜人気番組競演編〜ニュースおじさん、ふたたび（2010年、フジテレビ）レポーター役
- 赤鼻のセンセイ 第1話（2009年、日本テレビ）赤ちゃんの母親役
- 白い春 第10話（2009年、フジテレビ）旅行代理店 受付嬢役
- コンカツ・リカツ 第2話（2009年、NHK）結婚相談所 受付嬢役
- 特命係長 只野仁 第32話（2009年、テレビ朝日）劇中韓国映画「四季のオペラ」主演韓国人女優テヨン役
- リセット episode2 恋のゆくえ（2009年、日本テレビ）映画試写会 司会者役
- プリズナー（2008年、WOWOW）日本大使館秘書役
- オー!マイ・ガール!! 第1話（2008年、日本テレビ）ホテルウーマン役
- ドラマスペシャル 夢をかなえるゾウ（2008年、日本テレビ）イベントMC役
- 無理な恋愛 第9話（2008年、フジテレビ）お天気お姉さん役
- PANDORA-パンドラ- 第2話（2008年、WOWOW）港東大学病院受付嬢役
- 暴れん坊ママ 第9話（2007年、フジテレビ）特派員役
- ご近所探偵・五月野さつき②殺意の同窓会（2007年、TBS）司会者役
- ライフ 第9話（2007年、フジテレビ）記者役
- 探偵学園Q 第7話（2007年、日本テレビ）劇団アキバ組演出補 岡島弥生役
- 帰ってきた時効警察 #3（2007年、テレビ朝日）秘書役
- 松本清張・最終章 わるいやつら 第7話（2007年、テレビ朝日）窓口の女役
- たったひとつの恋 第6話（2006年、日本テレビ）フランス語通訳役
- 魂萌え! 最終回（2006年、NHK）病院の係員役
- 二千人の孤児の母 澤田美喜物語〜母たることは地獄のごとく〜（2006年、日本テレビ）女中役
- 7人の女弁護士 第7話（2006年、テレビ朝日）劇中映画「愛の結末」主演女優役
- 今夜ひとりのベッドで 最終話（2005年、TBS）竜之介の最後の恋人役
- 花より男子 第5話（2005年、TBS）英徳幼稚園 先生役
- 大好き!五つ子GO!! （2005年、TBS）看護師役
- 仮面ライダー響鬼 第17話（2005年、テレビ朝日）OL役
- はぐれ刑事純情派-ファイナル－ 第5話（2005年、テレビ朝日）OL役
- 87% 最終話（2005年、日本テレビ）OL役
- 聞かせてよ愛の言葉を 第16話（2005年、TBS）看護師役
- にんげんだもの〜相田みつを物語〜（2004年、テレビ朝日）看護師役
- ホットマン2 第1話・第2話（2004年、TBS）降矢ひなたの先輩看護師役
- バツ彼 第5話（2004年、TBS）ビジネスホテルの受付嬢役
- ホームドラマ! 第8話（2004年、TBS）ファミレスのウェイトレス役
- ウルトラQ dark fantasy 第4話（2004年、テレビ東京）スタッフ役
- パートタイム探偵2（2004年、テレビ東京）小田島理恵の同僚役
- 僕と彼女と彼女の生きる道 第4話（2004年、フジテレビ）女子社員役
- ダムド・ファイル シーズン2 file no.0014 うなぎ・海部郡（2003年、テレビ朝日）女の霊役
- 共犯者 最終話（2003年10月 - 12月、日本テレビ）車を運転する恋人役
- クニミツの政 第8話（2003年、フジテレビ）保母役
- すいか 第6話（2003年、日本テレビ）喧嘩するカップルの女役
- ダンシングライフ 第24・25話（2003年、TBS）スタッフ役
- 日曜劇場 笑顔の法則 第1話（2003年、TBS）泣くOL役
- 逮捕しちゃうぞ 第2話（2002年、テレビ朝日）看護師・松下役
- 日曜劇場 おとうさん 第2話（2002年、TBS）看護師役
- 夢のカリフォルニア 第8話（2002年、TBS）ウェイトレス役
- 松本清張没後10年特別企画 死んだ馬・殺意の接点（2002年、TBS）銀座クラブのホステス役
- 山村美紗サスペンス 京都女優シリーズ3「京都怪奇伝説殺人事件」（2001年、フジテレビ）女優・葉子役
- 恋は闇 第1話（2025年4月16日、日本テレビ） - 記者 役[11]

### バラエティ
- 私のバカせまい史「カラオケビデオ俳優史」（2023年4月20日、フジテレビ）
- 週刊さんまとマツコ「カラオケ映像の謎」（2022年1月23日、TBSテレビ系）[12]
- ももクロChan〜Momoiro Clover Z Channel〜 大人検定（2013年、テレビ朝日系） - 仲居 役
- とんねるずのみなさんのおかげでした 新・食わず嫌い王決定戦（2008～2015年、フジテレビ系） - 仲居 役
- 笑っていいとも!（2006年7月28日、フジテレビ系）
- 中居正広の金曜日のスマたちへ 行列のできる金スマジャッジ（2002年8月9日、TBSテレビ系）
- ズームイン!!SUPER マキ⭐︎コレ（日本テレビ系）

### 映画
- 短編映画 恵子さんと私（2023年7月17日公開[13]、監督：山本裕里子） - AI・野上恵子 役[14][15]
- DEAD OR ZOMBIE ゾンビが発生しようとも、ボクたちは自己評価を変えない（2022年、佐藤智也監督）カウンセラー役
- 醒めてまぼろし（2021年、木村暖菜監督）駅構内・電車内アナウンスの声
- 新 デコトラのシュウ 鷲（2021年、香月秀之監督）つけ麺屋の娘役
- 紫陽花の山（2019年、西川文恵監督）主人公の妻役
- Orbit One～軌道ステーションへようこそ～（2018年、人見健太郎監督）キャスター役
- サンガンダー三貫田の池ー（2017年、人見健太郎監督）荒井仁右衛門の妻・たま役
- 太陽の蓋（2016年、佐藤太監督）アナウンサー役（声）
- SENIOR MAN～シニアマン～（2016年、吉野主監督）キャスター役（声）
- 蟻が空を飛ぶ日（2015年、野火明監督）景子役
- クロスロード（2015年、すずきじゅんいち監督）彩菜役
- テコンドー魂-Rebirth-（2014年、香月秀之監督）キャスター役
- 真夏の方程式（2013年、西谷弘監督）ホスピス看護師役
- 任侠ヘルパー（2012年、西谷弘監督）若き日の露子役
- LOVE まさお君が行く！（2012年、大谷健太郎監督）松本秀樹の母親役
- 見えないライン（2005年）田上役
- 滂沱LESS（2003年、監督：遠藤一平） - 女人 役
- 千年の恋 ひかる源氏物語（2001年、堀川とんこう監督）彰子付女房役
- 狗神（2001年、原田眞人監督）坊之宮の女衆役
- 9-NINE-（2000年、香月秀之監督）美保役
- 長崎ぶらぶら節（2000年、深町幸男監督）舞妓の美乃里役
- 金融腐食列島ー呪縛ー（1999年、原田眞人監督）看護師役
- ボンネットバス ブルース（佐久間孝監督）若い女役
- ハーレムエイジ エピソード2 フェイス・オン・マイハンド（人見健太郎監督）主演・ミヤビ役
- 武士道／一期一会～孤独な女の痛い話～（棚木和人監督）主演・上村愛香役

### 吹き替え
- SNOW WHITE AND THE THREE STOOGES（リンダ）
- 説きふせられて（ヘンリエッタ）
- ラルゴ・ウィンチ 宿命と逆襲（メリーナ）
- ラルゴ・ウィンチ -裏切りと陰謀-（マルナイ）
- ミレニアム ドラゴン・タトゥーの女（マーリン、ハリエット）
- ミレニアム2 火と戯れる女（マーリン）
- ミレニアム3 眠れぬ女と狂卓の騎士（マーリン）
- やさしい嘘と贈り物（アレックス）
- エグザム（ブロンド）
- ライトニング・ストライクス（助手）
- ネバタ・バイオレンス（ラジオ）
- JIGSAW デッド・ゾーン Perking'14（サミー）
- ジュラシック・プレデター（客の若い女）
- スペース・インベージョン（リポーター）
- 豚小屋（キャシー）
- 滅亡の黙示録（キミ）
- NAKED ハンター・キラー The Cycle（リサ）
- リベンジ（マーラ）
- ラスト・クルセイダーズ（捜査官）

### スチール
- 内外タイムス（2006年5月発売 闘う女たち）
- 週刊大衆増刊（2004年12月発売号EX大衆Vol.6 あの再現ドラマ美女生撮直撃!）
- 週刊ザ・テレビジョン（2004年2月発売号 気になる?!再現ドラマの世界 再現ドラマの名優に直撃!）
- TVガイド（再現ドラマタレント名鑑）
- 月刊SAY（2002年4月発売号 特集・年上男に好かれる女VS年下男に好かれる女）
- 週刊アサヒ芸能特集・男のそば屋（2000年10月発売 着物モデル）
- 月刊Yahoo! Japan（2000年9月発売号 浴衣モデル）

### ナレーション
- ヨーロッパ空撮紀行